# 부기스역

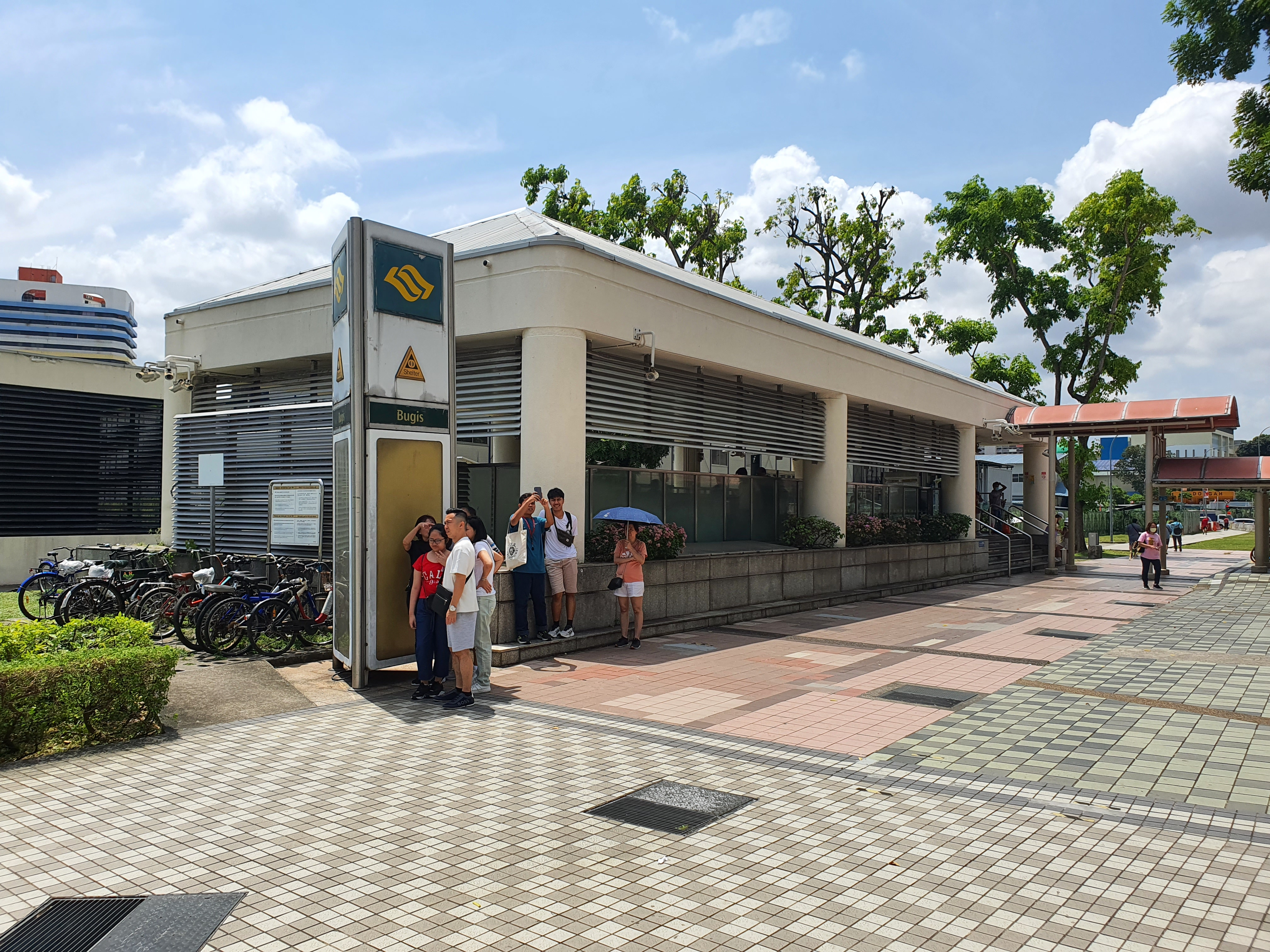

부기스역(Bugis MRT station)은 이스트웨스트(EWL) 및 다운타운(DTL) 노선의 지하 MRT(Mass Rapid Transit) 환승역이다. 싱가포르 부기스(Bugis)에 위치한 이 역은 라코어 로드와 빅토리아 스트리트의 교차점 아래에 있다. 역 주변에는 부기스 정션(Bugis Junction), 래플스 병원(Raffles Hospital), 국립 도서관(National Library) 등 다양한 개발 단지가 있다. 이 역은 캄풍 글램과도 가깝다.
처음에는 라코어(Rochore)로 발표되었으나 역 이름은 빅토리아로 변경되었고 이후에는 부기스로 변경되었다. 이 역은 1982년 원래 MRT 네트워크의 초기 계획의 일부였으며 MRT 동부 노선 확장의 일부로 1989년 11월에 개통되었다. 2007년에는 부기스 스테이션이 계획된 DTL과 상호 교환될 것이라고 발표되었다. DTL 플랫폼은 DTL 1단계의 일부로 2013년 12월 22일에 개장했다. 부기스 EWL 스테이션은 지정된 민방위 대피소이며, DTL 스테이션은 부기스 문화를 반영하는 다이아몬드 모티브로 장식되어 있다. 아트 인 트랜짓(Art-in-Transit) 프로그램의 일환으로 이 방송국에서는 패트릭 치아의 "Ephemeral"을 선보인다.